# Zabriskie Point
Zabriskie Point er en amerikansk spillefilm fra 1970 instrueret af italieneren Michelangelo Antonioni. Filmen skildrer den modkultur, der opblomstrede i USA i de sene 1960'erne. Filmen er den anden af tre engelsksprogede film, som produceren Carlo Ponti havde hyret Antonoini til at instruere. De to andre film var Blowup (1967) og Profession: Reporter (1975). Selvom Zabriskie Point efterfølgende fik status som en kultfilm, var filmen kort efter udgivelsen anset som en kommerciel katastrofe, da filmen med et budget på omkring 7 millioner USD alene indspillede knap 900.000 USD. 
Filmens handling er bygget op om et yngre par bestående af en idealistisk ung sekretær og en militant radikal, som angivelig har myrdet en politimand under en demonstration. Parret spilles af Mark Frechette og Daria Halprin, der ikke havde nogen skuespillererfaring før filmen. 
Filmmusikken blev udgivet på et musikalbum af samme navn og indeholder musik fra bl.a. Pink Floyd, The Youngbloods, Kaleidoscope, Jerry Garcia, Patti Page og The Grateful Dead. Sangen  You Got the Silver af Rolling Stones blev benyttet i filmen, men er ikke med på albummet. Sangene af Pink Floyd, Jerry Garcia, og Kaleidoscope blev alle skrevet til filmen. Richard Wright fra Pink Floyd skrev nummeret Violent Sequence på piano til filmen, men Antonioni afslog at tage den med i filmen, da han ikke anså sangen for at passe ind i filmen. Pink Floyd udgav herefter nummeret i en bearbejdet version under titlen Us and Them på Dark Side of the Moon.
Filmen fik en blandet modtagelse blandt kritikerne, og publikum ignorerede filmen.
Filmens titel refererer til stedet Zabriskie Point i Death Valley, som er en dal i Mojaveørkenen i det sydlige Californien. Centrale dele af filmen er optaget ved Zabriskie Point.

## Eksterne Henvisninger
- Zabriskie Point på Internet Movie Database (engelsk)
- Zabriskie Point på Filmdatabasen
- Zabriskie Point i Svensk Filmdatabas (svensk)
- Zabriskie Point på AlloCiné (fransk)
- Zabriskie Point på MovieMeter (nederlandsk)
- Zabriskie Point på AllMovie (engelsk)
- Zabriskie Point hos American Film Institute (engelsk)
- Zabriskie Point hos British Film Institute (engelsk)
- Zabriskie Points profil hos Encyclopædia Britannica Online (engelsk)
- Zabriskie Point på Turner Classic Movies (engelsk)
- Phinnweb.org – Zabriskie Point